# Gmina Radlje ob Dravi
Radlje ob Dravi – gmina w Słowenii. W 2002 roku liczyła 6148 mieszkańców.

## Miejscowości
Miejscowości wchodzące w skład gminy Radlje ob Dravi:

- Brezni Vrh
- Dobrava
- Radelca
- Radlje ob Dravi – siedziba gminy
- Remšnik
- Spodnja Orlica
- Spodnja Vižinga
- Sveti Anton na Pohorju
- Sveti Trije Kralji
- Šent Janž pri Radljah
- Vas
- Vuhred
- Zgornja Vižinga
- Zgornji Kozji Vrh